# Alphax
Alphax is een Nederlands automerk. Het produceert twee kitcars, namelijk de Firefly en de Roadster.

## Firefly
De Firefly wordt sinds 2005 geproduceerd en is gebaseerd op een Fiat Panda. Er zijn totaal vijftig Firefly's gemaakt.

## Roadster
De Roadster is een replica van de Lotus Seven. De Firefly heeft onderdelen van de Ford Sierra en heeft een 1.8 20v Turbo Audi motor. De Roadster heeft een vermogen van 190 pk.